# Rừng Bayern

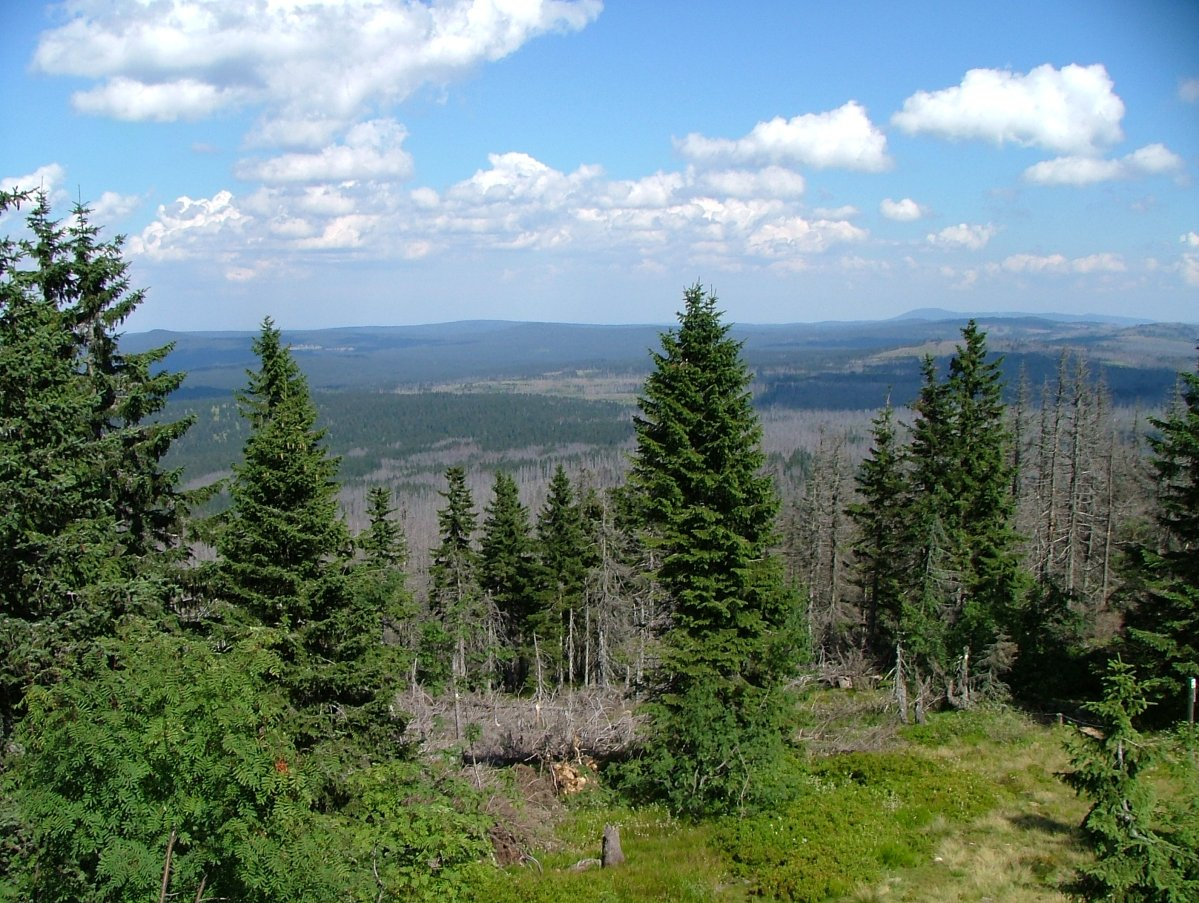
Hậu quả của bark beetle tại Rừng Bayern

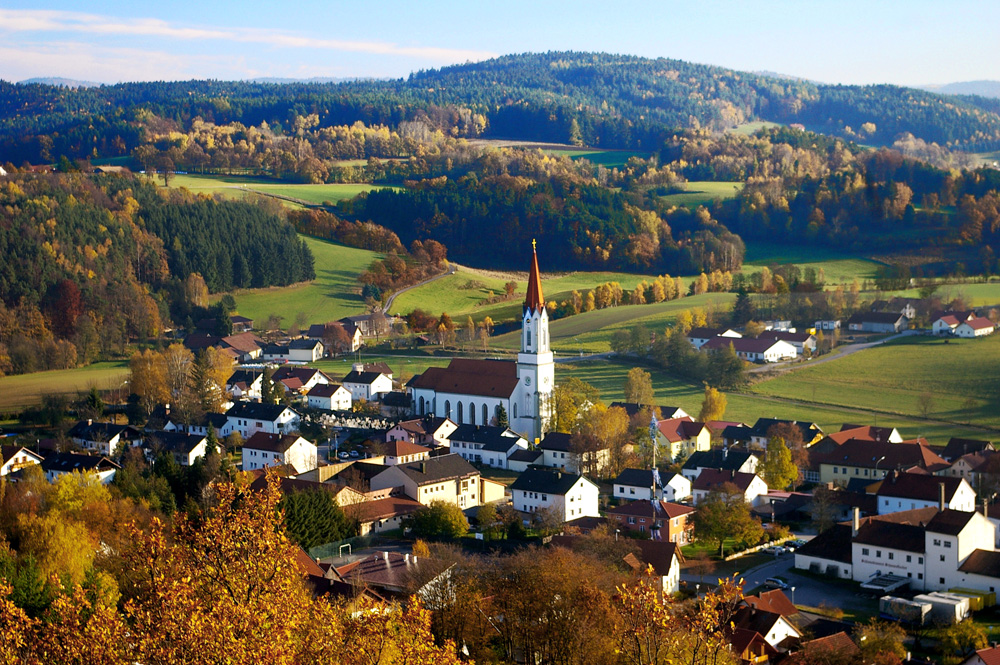
Làng Zell tại Rừng Bayern

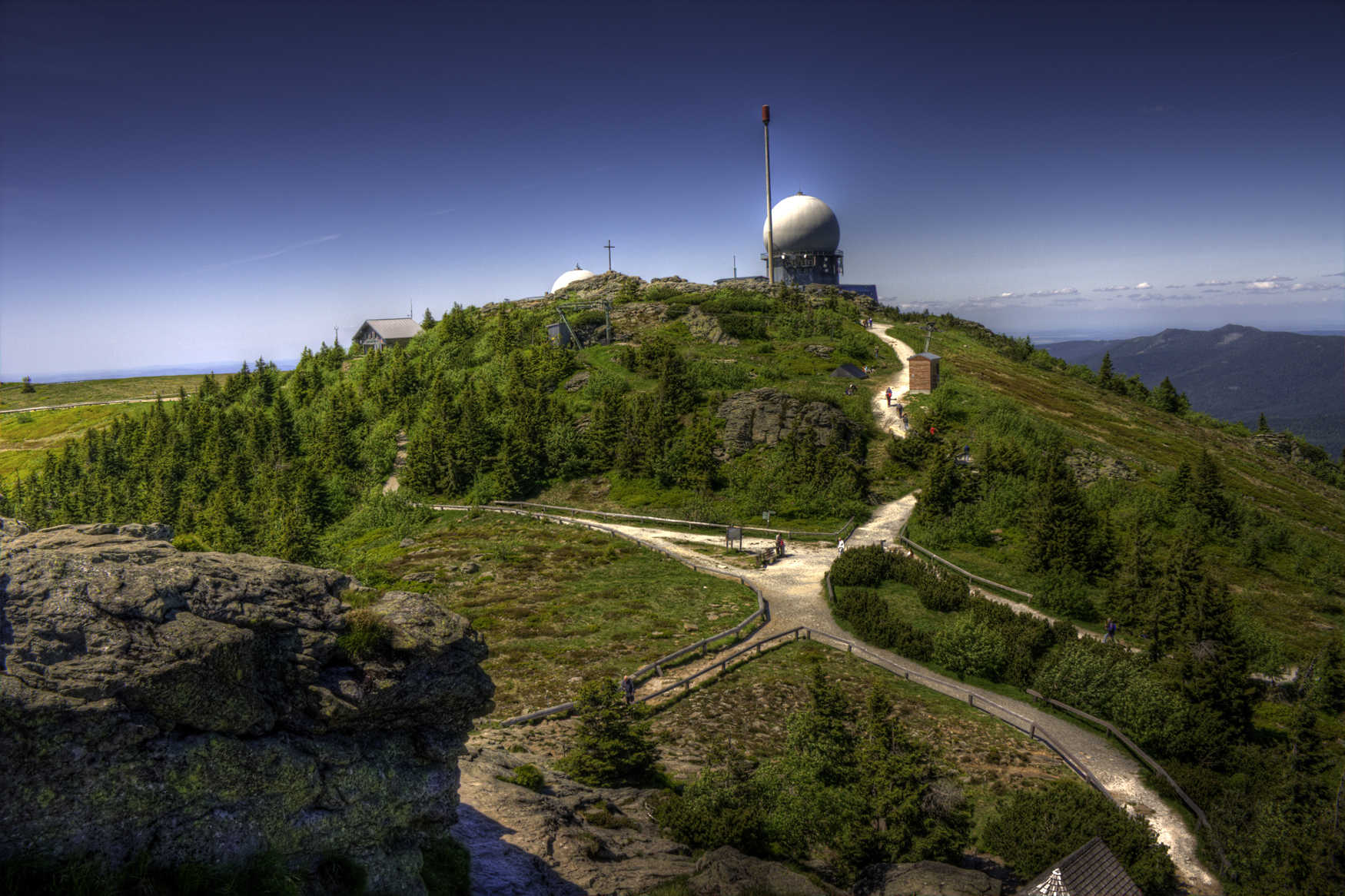
Đỉnh núi Großer Arber

Rừng Bayern (tiếng Đức: Bayerischer Wald) là một vùng núi thấp có nhiều cây ở Bayern, Đức. Nó trải dài dọc theo biên giới Cộng hòa Séc và được tiếp tục ở bên đó được gọi là Rừng Bohemia (Šumava). Về mặt địa lý Rừng Bayern và Rừng Bohemia cùng thuộc vào dãy núi này. Một phần của Rừng Bayern thuộc về Vườn quốc gia rừng Bayern (Nationalpark Bayerischer Wald) (240 km²), được thành lập vào năm 1970 như là vườn quốc gia đầu tiên ở Đức. Ngoài ra còn có thêm 3.008 km² thuộc vườn thiên nhiên Rừng Bayern (Naturpark Bayerischer Wald), được thành lập năm 1967, và 1738 km² thuộc vườn thiên nhiên Rừng Bayern Thượng (Naturpark Oberer Bayerischer Wald), được thành lập năm 1965. Đây là khu vực rừng được bảo vệ lớn nhất ở Trung Âu.
Ngọn núi cao nhất trong khu vực là Großer Arber ("Arber lớn", cao 1.456 m). Sông chính là sông Regen, được hình thành bởi sự kết hợp của sông Regen trắng và Regen đen và rời núi chảy về phía thành phố Regensburg.